# Пришълци от дълбините
„Пришълци от дълбините“ (на английски: Aliens of the Deep) е американски документален филм от 2005 г. на режисьора Джеймс Камерън заедно със колегата си оператор и приятел Стивън Куале, и е заснет във IMAX 3D формат. Продуциран е от „Уолдън Медия“ и „Уолт Дисни Пикчърс“.